# Mesure de trafic réseau
 (septembre 2020).
Si vous disposez d'ouvrages ou d'articles de référence ou si vous connaissez des sites web de qualité traitant du thème abordé ici, merci de compléter l'article en donnant les références utiles à sa vérifiabilité et en les liant à la section « Notes et références ».
Dans les réseaux informatiques, la mesure de trafic réseau est le processus de mesure de la quantité et du type de trafic sur un réseau. C'est particulièrement important en ce qui concerne l'efficacité de la gestion de la bande passante.

## Techniques
Les performances du réseau peuvent être mesurées à l'aide de techniques active ou passive. Les techniques actives (par exemple, Iperf) sont plus intrusives, mais sont plus précises. Les techniques passives surchargent moins le réseau et, par conséquent, peuvent être exécutées en arrière-plan pour déclencher automatiquement la gestion du réseau.

## Études sur les mesures
Une série d'études ont été effectuées à partir de différents points sur Internet. L'AMS-IX (Amsterdam Internet Exchange) est l'un des plus grands point d'échange Internet du monde. Il produit un approvisionnement constant de statistiques à propos d'Internet. Il existe également de nombreuses études théoriques qui ont produit une série d'études pratiques ,, sur la taille de distribution des trames, le ratio TCP/UDP et les options TCP/IP.

## Outils
Divers outils sont disponibles pour mesurer le trafic réseau. Certains outils de mesure de trafic analysent les paquets quand d'autres utilisent SNMP, WMI ou d'autres services locaux pour mesurer l'utilisation de la bande passante sur les ordinateurs individuels et les routeurs. Cependant, ces derniers, en général, ne parviennent pas à détecter le type de trafic, ni ne détectent les machines qui n'exécutent pas les agents logiciel nécessaires, comme les machines pour lesquelles aucun agent compatible n'est disponible. Dans ce dernier cas, les appareils inline sont privilégiés.  Ils sont généralement branchés entre le LAN et le point de sortie du réseau LAN, de façon générale dans le WAN ou le routeur Internet, et tous les paquets sortant et entrant dans le réseau passent à travers eux. Dans la plupart des cas, l'appareil fonctionnera comme un pont sur le réseau, de sorte qu'il soit indétectable par les utilisateurs.

### Fonctions et caractéristiques
Les outils de mesures ont généralement ces fonctionnalités :
- interface utilisateur (web, graphique, console) ;
- graphe de trafic en temps réel ;
- les activités du réseau sont souvent reportées avec des règles de correspondance de trafic pré-configurées pour afficher :
  - l'adresse IP locale,
  - l'adresse IP extérieure,
  - le numéro de port ou le protocole,
  - l'utilisateur connecté,
- des quotas de bande passante ;
- le support du traffic shaping ou du rate limiting ;
- le support du blocage de site internet et du filtrage d'internet ;
- des alarmes pour notifier les administrateurs d'un usage excessif (par adresse IP ou au total).